# Michal Šulek
Michal Šulek (1932, Bobrov – 2001) byl slovenský politický vězeň.

## Životopis
Narodil se v Bobrově v rodině dělníka. Během studia na Přírodovědecké fakultě UK se spolužáky roznesl balíček protirežimových letáků. S pomocí kolaborantů je tajná policie odhalila a pozatýkala. Byl odsouzen na 8 let, které skoro celé strávil v Jáchymovských dolech.

## Dílo
- A život ide ďalej ... s podtitulem Spomienky na strašné javisko v srdci Európy